# محمد القرطاوي
محمد القرطاوي هو مايسترو لرقصة «الركـبة» الدرعية الثراتية وسط المملكة المغربية، وقائد فرقة زاكورة لفن الركبة.

## النشأة
ولد محمد القرطاوي سنة 1948 بمدينة زاكورة وسط المغرب،[بحاجة لدقة أكثر] حيث تعلم في مدرسة قرآنية تقليدية. عشق الموسيقى الصحراوية لمنطقة درعة وعشق وأتقن الرقصة المميزة للمنطقة حتى صار مايسترو لفرقة «الركـبة» الدرعية الثراتية، أصبح لمحمد القرطاوي حضور وازن في المشهد التراثي الغنائي المغربي وصار يقود فرقة رقص ذاع صيتها في المغرب وباقي القارات الخمس.

## رقصة الركبة
يتمايل الماسترو أثناء أداء رقصة الركبة يمينا وشمالا بشكل يوحي وكأن آلة إلكترونية مضبوطة بدقة متناهية تأمره بالتموج الجسدي ما يعطي للفرقة الراقصة إيقاعها في رقصتها المتميزة والمضبوطة. تارة يستعمل المايسترو قدمه لقلب إيقاع المجموعة من نغمة لأخرى مغايرة. وتارة أخرى يستعمل حركة رأسية ممزوجة بابتسامة عريضة ليتجاوب باقي أفراد المجموعة مع رغبة قائد الفرقة في استبدال حركات الرقصة٬ أو تغيير إيقاع الإنشاد.
تتكون الفرقة الراقصة إضافة إلى المايسترو من 9 راقص و 3 راقصات. يرتدي الراقصون جلابيب ريفية وعمامات محلية بيضاء بينمى تتحلى النساء بملابس محلية ذات ألوان مستوحات من محيط المنطقة هناك.